# Góra Świętej Anny (województwo dolnośląskie)
Góra Świętej Anny (dawniej Anabrzeg (Annabrzeg), niem. Annaberg, kolonia Wühleisen) – osada w sołectwie Kromolin położona w Polsce w województwie dolnośląskim, w powiecie głogowskim, w gminie Żukowice.
W latach 1975–1998 miejscowość administracyjnie należała do województwa legnickiego.

## Kaplica św. Anny
W miejscowości znajduje się kaplica pw. św. Anny wzmiankowana w dokumentach już w 1514 roku. Pierwotnie był to budynek drewniany. Obecny murowany powstał w 1716 roku z inicjatywy ówczesnego właściciela Kromolina – hrabiego Johanna Christopha von Churschwandt. Kolejne przebudowy nastąpiły w latach 1740, 1796, 1881 i 1882 o czym świadczą daty na tylnej ścianie ołtarza. Wnętrze utrzymane jest w stylu barokowym. Przed kaplicą stoi figura św. Jana Nepomucena. Kaplica położona jest na zalesionym wzgórzu, na które prowadzi stroma ścieżka i schody. Z tego powodu została zniszczona w czasie działań wojennych w 1945 roku jako doskonały punkt obserwacyjny i orientacyjny. Po wojnie została odbudowana. Obecnie raz w roku w niedzielę, po święcie jej patronki (26 lipca) odbywa się odpust i poświęcenie samochodów.

## Rezerwat
W pobliżu miejscowości znajduje się Rezerwat przyrody Annabrzeskie Wąwozy o powierzchni 56,11 ha.